# Stay Hungry
Stay Hungry treći je studijski album američkog heavy metal sastava Twisted Sister. Objavljen je 10. svibnja 1984. godine. Kritički i komercijalno je najuspješniji album sastava.

## Popis pjesama
| 1. | »Stay Hungry«                                     | 3:03 |
| 2. | »We're Not Gonna Take It«                         | 3:38 |
| 3. | »Burn in Hell«                                    | 4:43 |
| 4. | »Horror-Teria a) Captain Howdy b) Street Justice« | 7:45 |

| Druga strana | Druga strana        | Druga strana | Druga strana | Druga strana | Druga strana | Druga strana | Druga strana | Druga strana | Druga strana |
| Br.          | Skladba             | Trajanje     |              |              |              |              |              |              |              |
| ------------ | ------------------- | ------------ | ------------ | ------------ | ------------ | ------------ | ------------ | ------------ | ------------ |
| 5.           | »I Wanna Rock«      | 3:06         |              |              |              |              |              |              |              |
| 6.           | »The Price«         | 3:48         |              |              |              |              |              |              |              |
| 7.           | »Don't Let Me Down« | 4:26         |              |              |              |              |              |              |              |
| 8.           | »The Beast«         | 3:30         |              |              |              |              |              |              |              |
| 9.           | »S.M.F.«            | 3:01         |              |              |              |              |              |              |              |
| 36:58        |                     |              |              |              |              |              |              |              |              |

## Osoblje
| Twisted Sister - Dee Snider – vokali - Eddie "Fingers" Ojeda – gitara - Jay Jay French – gitara, vokali - Mark "The Animal" Mendoza – bas-gitara - A. J. Pero – bubnjevi Dodatni glazbenici - Gabby McGachan – zvučni efekti - Neidermeyer – zvučni efekti - Dean Werman – zvučni efekti | Ostalo osoblje - Geoff Workman – inženjering - Greg Laney – inženjering - John "Red" Agnello – inženjering - Gary McGachan – inženjering - Mark Weiss – fotografija - Bob Defrin – ilustracije - Dee Snider – logotip - Suzette Guillot-Snider – logotip - Tom Werman – producent - George Marino – mastering |